# Programmed Data Processor

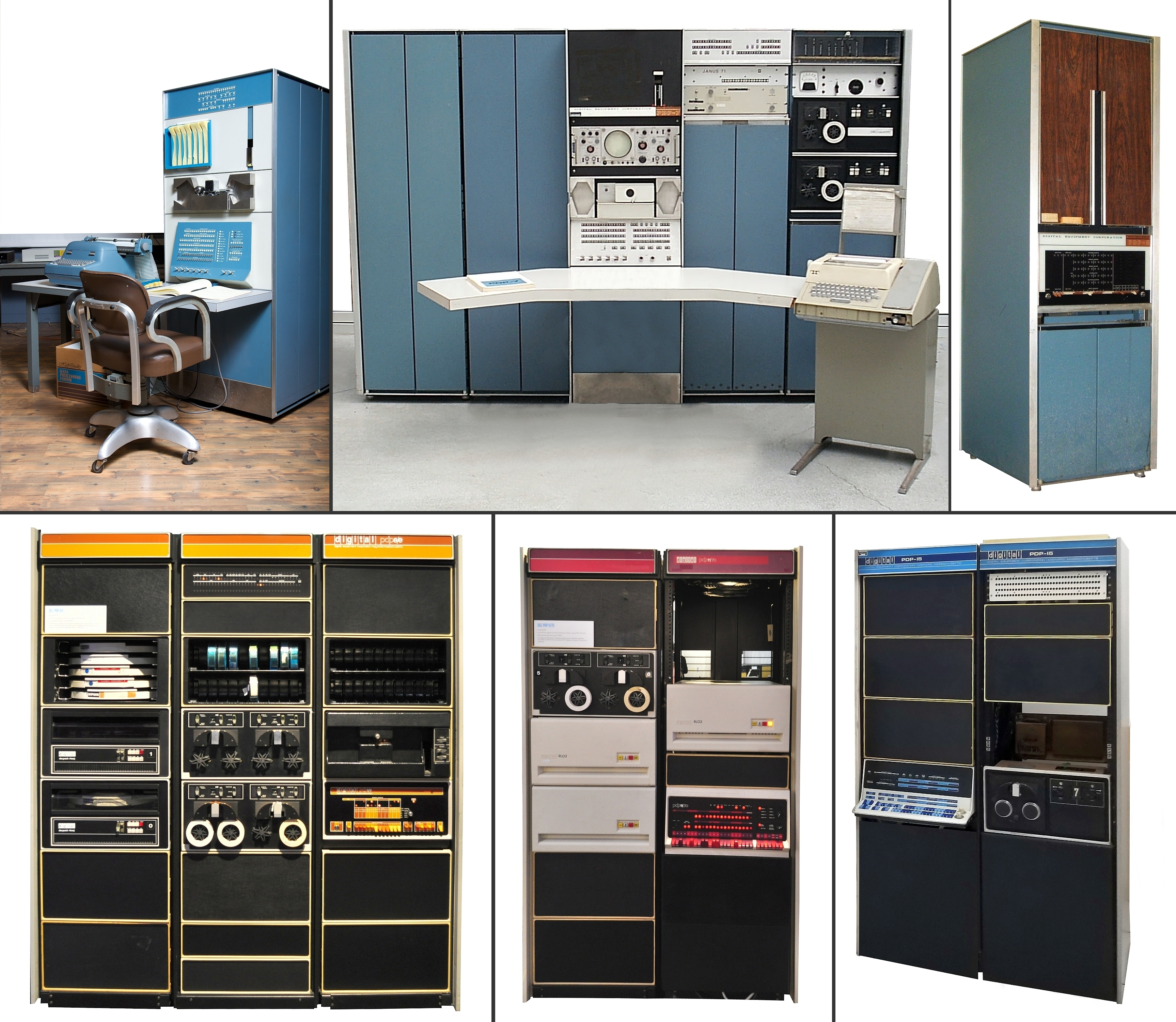
Sechs verschiedene Minirechner aus der PDP-Reihe mit Erscheinungsjahr: Erste Reihe: PDP-1 (1959), PDP-7 (1964), PDP-8 (1965); zweite Reihe: PDP-8/E (1970), PDP-11/70 (1975), PDP-15 (1970).

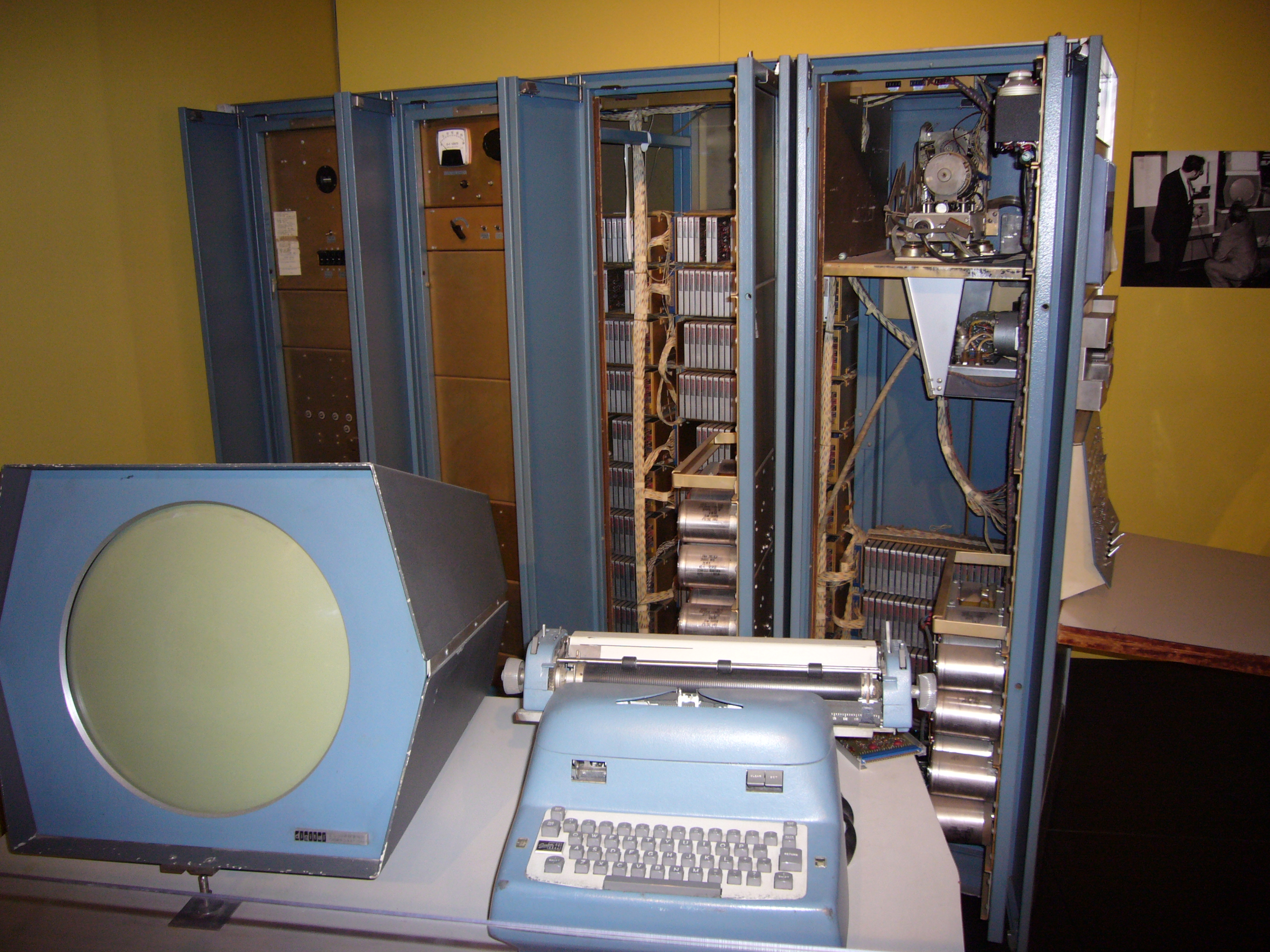
PDP-1 (der eigentliche Computer steht im Hintergrund)

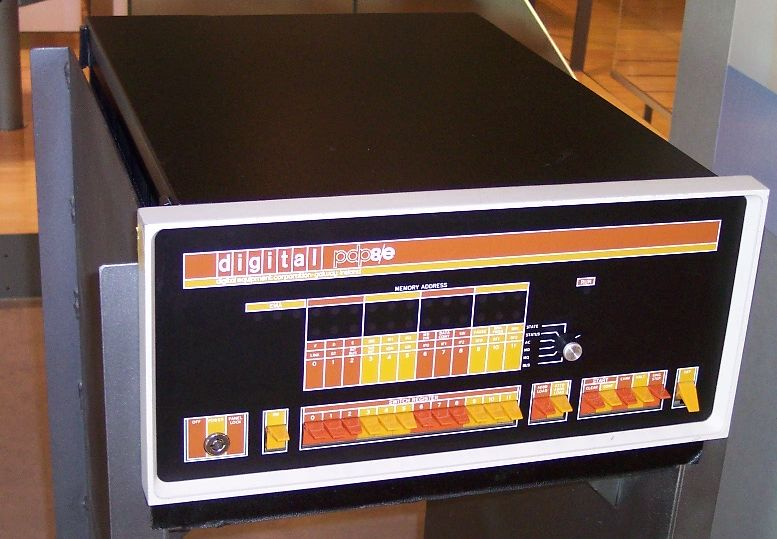
PDP 8/E

Programmed Data Processor (PDP) ist die Bezeichnung für viele unterschiedliche Computer des Herstellers Digital Equipment Corporation (DEC, heute ein Teil von HP). PDP steht als Abkürzung für Programmable Data Processor oder Programmed Data Processor.

## Übersicht
Um nicht in direkte Konkurrenz zur mächtigen IBM zu treten, vermied DEC in den 1960er Jahren das Wort Computer in der Bezeichnung ihrer Rechner. Stattdessen nannte die Firma ihre Geräte  programmierbarer Datenprozessor. Die PDP-Rechner wurden beginnend bei der kleinen PDP-1 (18 Bit Wortlänge, standardmäßig 4096 Speicherworte) in der Reihenfolge ihrer Entwicklung durchnummeriert (über das Fehlen von PDP-2 und PDP-3 gibt es immer noch Gerüchte). Dadurch haben verwandte Systeme nie aufeinanderfolgende Nummern. Insgesamt gab es zwischen 1959 und 1982 mehr als 60 PDP-Modelle, die sich auf vier Systemfamilien verteilten und die sich teilweise auch untereinander Konkurrenz machten:
- die 18-Bit-Familie mit PDP-1, PDP-4, PDP-7, PDP-9 und PDP-15
- die 12-Bit-Familie mit PDP-5, PDP-8, PDP-12, PDP-14 und PDP-16
- die 36-Bit-Familie mit PDP-6 und PDP-10
- die 16/32-Bit-Familie mit PDP-11 und VAX

Von den besonders erfolgreichen PDP-Rechnern gab es jeweils viele Varianten, z. B. PDP-8: -8/S, -8/I, -8/L, -8/E, -8/M, -8/A.
Die bekannteste und erfolgreichste PDP war die PDP-11.
Viele PDPs waren verhältnismäßig preiswert (den PDP-8 gab es für unter 20.000 US$) und fanden so schnell Verbreitung in Universitäten und als Prozessrechner, zum Beispiel in der Computerisierung des amerikanischen Telefonnetzes von AT&T. Am anderen Ende der Preisskala lagen die als Mainframe einzustufenden 36-Bit-Rechner PDP-6 und PDP-10, die bei entsprechender Konfiguration mehrere Millionen US$ kosten konnten.
Eine für die Technikgeschichte beispielhafte Anwendung der PDP-8 ist Olympia Multiplex 80 in den 1970er Jahren.
Die PDPs waren zuerst klassisch, d. h. aus diskreten Bauelementen wie z. B. Transistoren aufgebaut, dann aus integrierten TTL-Schaltungen, später ging DEC dazu über, die Prozessoren auf einem IC zu integrieren (T11, J11).
Neben der zunehmenden Integration der Bauelemente erfuhr auch die Verbindungstechnik erhebliche Fortschritte. Die Verbindungsebene zwischen den Printkarten bestand vorerst aus Tausenden von einzelnen Wickelverbindungen (engl. Wire Wrap). Als bedeutender Fortschritt wurde bei der Version PDP-8/E erstmals der sogenannte Omnibus (eine spezielle Ausführung eines Bus (Datenverarbeitung)) als Ersatz eingeführt, welcher auch eine flexible, modulare Erweiterung des Systems durch zusätzliche Baugruppen erlaubte. Der Schweizer Projektleiter der Entwicklung des PDP-8/E hat darüber einen Erfahrungsbericht publiziert.
Die wesentlich höhere Packungsdichte ermöglichte es anschließend, eine komplette PDP-11 auf einer Q-Bus-Karte unterzubringen und mit diesen PDP-11s Multiprozessorsysteme aufzubauen. Unter dem Namen MicroPDP brachte DEC eine Reihe von PDP-11s als Desktop-(Personal-)Computer auf den Markt, in denen diese Prozessoren auch eingesetzt wurden. In der Sowjetunion wurde Anfang der 1980er Jahre ein MicroPDP-Nachbau unter der Bezeichnung Elektronika BK-0010 produziert.

## Modelle (Auswahl)
- PDP-1
- PDP-7
- PDP-8 -8/E -8/I -8/S
- PDP-10
- PDP-11
- PDP-16 (letztes Modell)
- DECSYSTEM-20 war eine PDP-10 mit TOPS-20 Betriebssystem

## Betriebssysteme
Folgende Betriebssysteme liefen auf PDP-Rechnern:
- BSD (PDP-11)
- OS/8 (PDP-8)
- POS (PDP-11)
- RT-11 (PDP-11)
- RSX-15, zuerst DEX-15 genannt, 1969 (PDP-15)
- RSX-11 (PDP-11)
- RSTS/E (PDP-11)
- IAS (PDP-11)
- ULTRIX-11 (PDP-11)
- DOS-11 (PDP-11)
- µPowerPascal
- Unix (PDP-7, PDP-11)
- VMS, später OpenVMS (PDP-11)
- ITS (PDP-10)
- TOPS-10 (PDP-10)
- TOPS-20 (PDP-10)
- TENEX (PDP-10)